# Pangrapta adusta
Pangrapta adusta là một loài bướm đêm trong họ Erebidae.